# Retiro procerulus
Espèce
Synonymes
- Auximus procerulus Simon, 1906

Retiro procerulus est une espèce d'araignées aranéomorphes de la famille des Macrobunidae.

## Distribution
Cette espèce est endémique de la province de Loja en Équateur. Elle se rencontre vers Loja.

## Description
Le mâle syntype mesure 7 mm et la femelle syntype 8 mm.

## Systématique et taxinomie
Cette espèce a été décrite sous le protonyme Auximus procerulus par Simon en 1906. Elle est placée dans le genre Retiro par Lehtinen en 1967.

## Publication originale
- Simon, 1906 : « Étude sur les araignées de la section des cribellates. » Annales de la Société entomologique de Belgique, vol. 50, p. 284-308 (texte intégral).